# パラドックス実践 雄弁学園の教師たち
『パラドックス実践 雄弁学園の教師たち』（パラドックスじっせん ゆうべんがくえんのきょうしたち）は、門井慶喜による日本の小説。
表題作「パラドックス実践」は、第62回日本推理作家協会賞短編部門候補作にノミネートされ、選考委員の1人・福井晴敏に絶賛された。
国語や数学など通常科目の他に弁論術というカリキュラムがあるエリート校・雄弁学園を舞台に、初等部に入学した6歳の頃から演説・議論・陳述研究の訓練を積み、弁論術に長けた生徒たちや教師たちが描かれる。

## 雄弁学園
雄弁学園は明治44年（1911年）に創立され、初等部・中等部・高等部・大学（大学院）があり、所在地は兵庫県神戸市という設定である。敷地が手狭になったという理由で、中等部は平成に入ってから六甲アイランドへ移転された。
年に1度行われる弁論大会は、普通の学校における運動会・文化祭・授業参観・オープンキャンパスなどが一緒になったような一大行事であり、創立以来、第二次大戦中も、阪神・淡路大震災が発生した年にも行われた、歴史あるものである。
論理や演説などの雄弁科目に対し、国語・数学・化学などの通常の科目は「法定科目」という言葉で呼ばれる。
少数精鋭を校是としており、1学年に1学級しかない。また、授業中の方言の使用を厳しく禁じている。

## 各話あらすじ
パラドックス実践―高等部
初出：小説現代増刊『メフィスト』2008年5月号
雄弁学園高等部2年A組の担任となった能瀬は、着任の挨拶もそこそこに、生徒たちから難題を吹っかけられる。
1. テレポーテーションが現実に可能であることを証明して下さい
2. 海を山に、山を海に変えられることを証明して下さい
3. サンタクロースが本当にいることを証明して下さい

能瀬が受け持つことになったのは、校長をして、飛び抜けて成績が良いと言わしめるクラスだった。生徒の信頼を得たい能瀬は焦り、「最初の世界史の授業の頭の15分」に答えを与えると約束してしまう。だがそれは、翌日の1時間目の授業だった。困り果てた能瀬は、何かヒントを貰えないかと、前任の五十嵐を訪ねる。
弁論大会始末―初等部
初出：小説現代増刊『メフィスト』2008年9月号
初等部6年A組の担任・荒木の元に、生徒の保護者がクレームを付けてくる。彼女は、過日行われた弁論大会で準優勝した男児の母親で、優勝した女児の弁論内容には欠点がある、審査結果を再検討し、その結果如何によっては、自分の子を優勝に繰り上げるべきだと主張するのだった。
母親の意見が妥当なものだと理解した荒木は、当事者の女児に事情を聞くが、「賞を剥奪されても構わない」と言う。どうすべきかわからなくなった荒木は、高等部部長の栗坂に相談を持ちかける。
叔父さんが先生―中等部
初出：小説現代増刊『メフィスト』2009年1月号
臨時に姪っ子のいる中等部の雄弁科目の授業を受け持つことになった講師の塩鍋は、来る学園長選挙のことでイライラを募らせ、つい生徒たちに嫌味な授業をしてしまう。
かつて中等部で論理学の教師としてばりばり働いていた過去を持ちながらも、前回の選挙が原因で苦い思いをしていた塩鍋は、集票工作に奔走していた。
職業には向かない女―雄弁大学
初出：『メフィスト』2009 VOL.1
あれから1年、休職扱いになっていた五十嵐桂子は、大学の非常勤講師として復帰する目処が立っていた。不安が拭えず、母とドライブに出かけた先で、学園長選挙で勝利した高等部部長・栗坂と遭遇する。
自分の後任の教師・北原の噂を聞いていた桂子は、どうしても彼女のことが許せない理由があり、やはり復帰は出来ないと栗坂に宣言する。栗坂は驚きながらも、持っていた道の駅のガイドブックを桂子に渡し、「自分の答えはこの中にある」と伝える。

## 登場人物
初登場の章のみのプロフィールとする。

### 教員
能瀬 雅司（のせ まさじ）
高等部、倫理・世界史の担当。
学生時代、哲学科に在籍しプラトンを研究した実績を買われ、臨時に後任に抜擢された。だがプラトンについては、一番単位を取りやすそうな教授の専攻を選んだだけで、全く精通などしていない。
五十嵐 桂子（いがらし けいこ）
高等部1年A組の担任だった女性。国語教師。3学期の最後の授業で宮沢賢治の「雨ニモマケズ」を取り上げるが、生徒たちの論理口撃に遭い退職を決意した。栗坂の計らいで休職扱いにされる。
栗坂 穣一（くりさか じょういち）
雄弁学園高等部部長（校長）。次期学園長有力候補。
荒木 響子（あらき きょうこ）
初等部6年A組の担任。32歳。
豊原 龍平（とよはら りゅうへい）
初等部部長。次期学園長有力候補。荒木が栗坂に相談したことが気に入らない。
塩鍋 達次（しおなべ たつじ）
自称・雄弁学園で一番不熱心な教師。雄弁科目の担当。42歳。普段は雄弁大学夜間部の教員。
沢崎 時治（さわざき ときはる）
中等部部長。

### 生徒
上田 智幸（うえだ ともゆき）
高等部2年A組の生徒。「パラドックス実践」の成績上位3名の1人。「テレポーテーション」の出題者。
菊田 安奈（きくた あんな）
高等部2年A組の生徒。「パラドックス実践」の成績上位3名の1人。「海・山」の出題者。
湯本 勝之助（ゆもと かつのすけ）
高等部2年A組の生徒。「パラドックス実践」の成績上位3名の1人。「サンタクロース」の出題者。
蟹沢 雄人（かにさわ ゆうと）
初等部6年A組の生徒。武田信玄と上杉謙信のどちらが優れた人物かを弁論大会で述べ準優勝した。
佐久米 まなみ（さくめ まなみ）
6年A組の生徒。鮭の産卵について述べ、弁論大会で優勝した。
木戸 いずみ（きど いずみ）
中等部2年A組の生徒。塩鍋の姪（姉の子）。

### その他
蟹沢 徳美（かにさわ とくみ）
雄人の母親。まなみの弁論内容と参考資料の矛盾点を付く。
五十嵐 スミエ（いがらし すみえ）
桂子の母親。

## 用語
1. ↑  中等部は昭和25年（1950年）
2. ↑  「法定」という言葉から、法で定められているから仕方なく学ぶ、という印象を能瀬は受けた。
3. ↑  秋田県から父親の仕事の都合で中等部に転入して来た少女が、秋田弁を揶揄され、不登校になり、遂には公立校へと転校していったという事件が起こった。通称「雪んこ事件」と呼ばれ、雄弁中学の生徒による鋭すぎる言葉の刃のいじめとして、全国的にも大きく報じられ、担任は責任を取り、学期途中で交代させられた。
4. ↑  真理に反する命題をあえて立て、そのことの正しさを証明する訓練。高等部の名物授業である。

## 書誌情報
- 単行本（ソフトカバー）：講談社、2009年6月10日発行、ISBN 978-4-06-215549-6